# 10170 Petrjakeš
10170 Petrjakeš eller 1995 DA1 är en asteroid i huvudbältet som upptäcktes den 22 februari 1995 av de båda tjeckiska astronomerna Miloš Tichý och Zdeněk Moravec vid Kleť-observatoriet. Den är uppkallad efter den tjeckiske geologen Petr Jakeš.